# 프톨레마이오스 12세 아울레테스
프톨레마이오스 12세 아울레테스(그리스어:Πτολεμαίος ΙΒ' Αυλητής, 영어:Ptolemy XII Auletes, 기원전 117년 - 기원전 51년)는 고대 이집트 프톨레마이오스 왕조의 파라오이다. 아버지는 프톨레마이오스 9세 라튀로스이며 자식들로 베레니케 4세, 클레오파트라 7세, 아르시노에 4세, 프톨레마이오스 13세 그리고 프톨레마이오스 14세 등이 있다. 별칭인 아울레테스는 '피리부는 사람'이라는 의미이다.

## 생애
기원전 80년에 프톨레마이오스 11세 알렉산드로스 2세가 알렉산드리아 시민들의 분노로 살해되자, 정당한 자손은 아니기는 했지만 파라오로 즉위하게 된다. 그리고 여동생인 클레오파트라 5세(또는 6세)와 결혼하였다. 그러나 점점 거세지는 로마의 압력이나 내정의 혼란을 신경쓰지 않고, 태평하게 지냈기 때문에 '피리부는 사람'이라는 뜻의 아울레테스라고 불리며 야유받았다. 물론, 아울레테스가 정통인 후계자가 아니며 권력 기반이 취약했기 때문에, 로마의 세력에 의존할 수 밖에 없었던 사실은 고려해봐야 한다. 그런데도 로마에 뇌물을 주거나 많은 공납을 바치는 행위 등은 이집트 사람들의 세금부담을 가증시켰다.
또한 남동생이 통치하던 키프로스의 섬을 로마에 빼앗기는 것을 방치했는데 결국 시민들의 쌓였던 불만이 폭발하여 반란이 일어났다. 위기를 느낀 아울레테스는 기원전 58년에 파라오의 자리에서 물러나고 로마로 망명했다. 반란이 진정되자 그의 딸인 베레니케 4세가 새로운 파라오로 즉위하였다.
그러나 기원전 55년에 로마의 장군 폼페이우스의 지원을 받아 이집트로 돌아온 아울레테스는 베레니케 4세를 처형하고 다시 파라오에 즉위하였다. 그리고 기원전 51년까지 재위하였으며, 후임으로 클레오파트라 7세와 프톨레마이오스 13세가 공동으로 파라오에 오르도록 유언을 남기고 사망하였다.

## 관련 문헌
Bi
- Strabo 12.3.34 and 17.1.11
- Dio Cassius 39.12 - 39.14, 39.55 - 39.58

## 참조
- Biography by www.livius.org 보관됨 2016-11-07 - 웨이백 머신
- Biography by Christopher Bennett
- Strabo Geographika Books 1‑9, 15‑17 in English translation, ed. H. L. Jones (1924), at LacusCurtius
- Cassius Dio Roman History in English translation by Cary (1914-1927), at LacusCurtius
- The House of Ptolemy, Chapter XII by Edwyn Bevan
- Ptolemy XII Auletes entry in historical sourcebook by Mahlon H. Smith

| 전임 프톨레마이오스 11세 알렉산드로스 2세 | 프톨레마이오스 12세 아울레테스 (+클레오파트라 5세 또는 6세) 1차 기원전 80년 - 기원전 58년 | 후임 클레오파트라 5세 또는 6세 (+베레니케 4세) |

| 전임 베레니케 4세 | 프톨레마이오스 왕조 프톨레마이오스 12세 아울레테스 (+클레오파트라 7세) 2차 기원전 55년 - 기원전 51년 | 후임 프톨레마이오스 13세 (+클레오파트라 7세) |